# Guojiawan
Guojiawan (kinesiska: 郭家湾乡, 郭家湾) är en socken i Kina. Den ligger i provinsen Hebei, i den norra delen av landet, omkring 280 kilometer nordost om huvudstaden Peking. Antalet invånare är 8 331. Befolkningen består av 4 112 kvinnor och 4 219 män. Barn under 15 år utgör 21,0 %, vuxna 15-64 år 68 %, och äldre över 65 år 9,0 %.
Genomsnittlig årsnederbörd är 550 millimeter. Den regnigaste månaden är juni, med i genomsnitt 144 mm nederbörd, och den torraste är januari, med 3 mm nederbörd.